# Ben Elton
Benjamin Charles "Ben" Elton (n. 3 mai 1959) este un comediant, scenarist, scriitor și regizor de seriale. A fost scenarist al serilelor Cei tineri și Blackadder. Din 2004 are atât cetățenia engleză cât și australiană.

## Carieră

### Romane
- Stark (1989)
- Gridlock (1991), UK Nr. 1
- This Other Eden (1993), UK Nr. 1
- Popcorn (1996), UK Nr. 1 și premiul Asociației scriitorilor de crime - pumnalul de aur
- Blast from the Past (1998), UK Top 5
- Inconceivable (1999), UK Top 5 (ulterior ecranizat)
- Dead Famous (2001), UK Top 5
- High Society (2002), UK Nr. 1  și WH Premiul de ficțiune Smith
- Past Mortem (2004), UK Top 5
- The First Casualty (2005), UK Top 5
- Chart Throb (2006)
- Blind Faith (2007)
- Meltdown (2009)

### Teatru
- Gasping (1990)
- Silly Cow (1991)
- Popcorn (1996)
- Blast From the Past (1998)